# Ладвищенко, Виктор Михайлович
Виктор Михайлович Ладвищенко (род. 1 октября 1930 года Ленинград, 1930) — советский и российский  художник-монументалист, член союза художников СССР.

## Биография
Родился в 1930 году в городе Ленинграде. 
Житель блокадного Ленинграда. 
Окончил Ленинградское высшее художественно-промышленное училище имени В. И. Мухиной (ныне Санкт-Петербургская государственная художественно-промышленная академия им. А. Л. Штиглица) (кафедра монументальной живописи). Выпускную работу (эскиз росписи актового зала артиллерийского училища г. Ленинграда) выполнял вместе с коллегой и однокурсником М. Г. Подоксиным под руководством Анатолия Казанцева и К. А. Игнатова. 

## Творческая деятельность
Среди наиболее известных работ художника можно отметить: 
- Мозаики в музее Великой Октябрьской социалистической революции (ныне Государственный музей политической истории России) — 1973
- Панно в фойе дома культуры «Металлург» города Ижевска — 1975-76. Обе работы выполнены в сотрудничестве с М. Г. Подоксиным.

В 1965 году Ладвищенко (совместно с Подоксиным) принял участие в выставке, посвящённой двадцатилетнему юбилею Победы советского народа в Великой Отечественной войне, проходившей в Центральном выставочном зале г. Москвы, под названием «На страже мира». В рамках выставки были представлены работы многих известных советских живописцев и графиков (например, работы художников творческой группы Кукрыниксы, а также живописное полотно «Гимнасты СССР» народного художника РСФСР Д. Д. Жилинского). Ладвищенко и Подоксин представили центральную часть триптиха (холст, темпера, 130 х 160 см) «Ленинград. По полям родины», основной темой которого стала героическая оборона города во время блокады.
На протяжении всей творческой деятельности В. М. Ладвищенко был членом Союза художников СССР.